# SOS Jaguar : Opération Casse-gueule
Pour l’article homonyme, voir SOS Jaguar : Opération Casseurs.
Pour plus de détails, voir Fiche technique et Distribution.
SOS Jaguar : Opération Casse-gueule (Poliziotto sprint) est un néo-polar italien réalisé par Stelvio Massi et sorti en 1977.

## Synopsis
L’inspecteur Palma appartient à un corps d’élite, la squadra mobile de Rome. Une dangereuse course-poursuite, qui le voit pourchasser un chef de gang niçois, se termine par un crash meurtrier. Sa hiérarchie l’accuse d’avoir provoqué la mort de son coéquipier, par imprudence.

## Fiche technique
- Titre original : Poliziotto sprint
- Titre français : SOS Jaguar : Opération Casse-gueule
- Réalisation : Stelvio Massi
- Scénario : Aldo Capone
- Photographie : Riccardo Pallottini et Franco Delli Colli
- Cascades : Rémy Julienne
- Musique : Stelvio Cipriani
- Production : Cleminternanoziale Cinematografica
- Genre : policier, action

## Distribution
- Maurizio Merli (VF : Daniel Gall) : inspecteur Marco Palma
- Giancarlo Sbragia (VF : Claude Bertrand) : Tagliaferri
- Angelo Infanti (VF : Dominique Paturel) : Jean-Paul Ducena
- Lilli Carati (VF : Monique Thierry) : Francesca
- Orazio Orlando (VF : Jacques Ferriere) : Silicato
- Glauco Onorato (VF : William Sabatier) : Pistone
- Mimmo Poli (VF : Albert Médina) : Peppone, l'informateur de Tagliaferri
- Manfred Freyberger (VF : Edmond Bernard) : Préfet